# 金亨植
金 亨植（キム・ヒョンシク、朝鮮語: 김형식）は、朝鮮民主主義人民共和国の政治家。石炭工業相、電気石炭工業省副相、朝鮮労働党中央委員会委員などを歴任した。

## 経歴
出生地や生年月日は不明。2000年に新昌炭鉱支配人に任命された。2005年1月に電気石炭工業省第1副相に任命されたが、5月に同省副相に降格した。2006年10月に電気石炭工業省が電気工業省と石炭工業省に分離されると、2007年9月に石炭工業相に任命されていたことが判明した。
2009年3月9日に実施された最高人民会議第12期代議員選挙で代議員に選出され、4月9日に開催された最高人民会議第12期第1回会議で石炭工業相に再任された。2010年9月28日に開催された朝鮮労働党第3回党代表者会で朝鮮労働党中央委員会委員に選出されたが、2011年10月に石炭工業相を解任された。しかし、同年12月17日に金正日総書記が死去した際には国家葬儀委員会委員に選ばれた。

## 参考サイト
북한정보포털
| 先代新設 | 石炭工業相2007年 - 2011年 | 次代林南洙 |